# Theonoe mihaili
Theonoe mihaili là một loài nhện trong họ Theridiidae.
Loài này thuộc chi Theonoe. Theonoe mihaili được miêu tả năm 1989 bởi Georgescu.